# Procraerus brastagiensis
Procraerus brastagiensis là một loài bọ cánh cứng trong họ Elateridae. Loài này được Schimmel miêu tả khoa học năm 1999.